# 22872 Вільямвебер
22872 Вільямвебер (22872 Williamweber) — астероїд головного поясу, відкритий 7 вересня 1999 року.
Тіссеранів параметр щодо Юпітера — 3,602.
Астероїд названо на честь Вільяма Джеймса Вебера, школяра, фіналіста конкурсу науковців Discovery Channel.